# George Rochberg
George Rochberg (ur. 5 lipca 1918 w Paterson, zm. 29 maja 2005 w Bryn Mawr w Pensylwanii) – amerykański kompozytor i pedagog.

## Życiorys
Do początku lat 60. XX wieku tworzył w technice serialnej. Po śmierci syna odrzucił te eksperymenty, twierdząc, że nie wyrażają emocji . W latach 70. zajął się muzyką tonalną. Kilka jego dzieł zawiera cytaty z innych kompozytorów, między innymi: Pierre’a Bouleza, Luciana Beria, Edgara Varèse’a oraz Charlesa Ivesa .
Późne utwory Rochberga były utrzymane w stylu neoromantycznym.